# Prazni niz znakova
Prazni niz (znakova) ili prazni string (engl. empty string) je jedinstveni niz koji ne sadrži nijedan znak (karakter) nad nekom abecedom Σ, i označava se simbolima ε ili λ. Duljina praznog niza je |ε| = 0.
Prazni niz je neutralni element operacije nadovezivanja (konkatenacije) slobodnog monoida nad Σ. Odnosno, za bilo koji niz znakova s, sε = εs = s.

## Predstavljanje
U mnogim programskim jezicima, prazni niz je označen dvostrukim navodnicima: "" Prazni niz se gdjekad označava i s grčkim slovom λ.

## Ostvarenje
U programskom jeziku C, prazni niz je ostvaren nizom karaktera sa specijalnim NULL karakterom na nultom indeksu niza.